# Batalla de Martiròpolis (588)
La batalla de Martiròpolis es va lliurar a l'estiu de 588 prop de Martiròpolis entre forces romanes d'Orient i sassànides, resultant en una victòria dels primers.
L'exèrcit romà havia estat afeblit per un motí contra el nou comandant, Prisc, a l'abril del 588, causat per impopulars mesures de reducció dels sous. Prisc va ser atacat i va fugir del campament després que els amotinats triessin com a nou líder al dux de Fenicia Libanensis, Germà. L'emperador Maurici va reposar al comandant anterior, Filípic, però abans que pogués arribar i prendre el comandament, els perses van aprofitar el desordre envaint el territori imperial atacant Constantía.
Germà va organitzar una força de mil homes per a alleujar el setge. L'historiador Teofilacte Simocata narra: "amb dificultat [Germà] va esperonar i va incitar als contingents romans amb discursos", arribant a sumar 4,000 homes en una incursió contra territori persa. L'arribada de l'enviat de Maurici, Aristobul, va alleujar la tensió al campament i va restaurar la disciplina a l'exèrcit. Germà va dirigir llavors al seu exèrcit al nord a Martiròpolis, des d'on va continuar a través de la frontera a Arzanene. L'atac va ser bloquejat pel general persa Maruzes (possiblement corresponent també amb la incursió derrotada pel marzban persa d'Armènia, Afrahat, a la batalla de Tsalkajur prop del llac Van). Els romans es van retirar amb els perses de Maruzes perseguint-los.
Finalment es va lliurar una batalla prop de Martiròpolis, que va acabar amb una important victòria romana. Segons Simocata, Maruzes va morir, molts dels líders perses van ser capturats juntament amb 3,000 presoners i uns mil homes van aconseguir refugiar-se a Nísibis. Els romans van capturar un abundant botí, incloent els estendards de batalla perses que van ser enviats juntament amb el cap de Maruzes davant l'emperador Maurici a Constantinoble.